# Planeta estéril
Um planeta estéril é um tipo de planeta terrestre que carece de vida, é seco e, geralmente, tem pouca ou nenhuma atmosfera. A superfície desses planetas é pontilhada com formações geológicas características comuns, tais como montanhas, cânions, planaltos e crateras. Os planetas geralmente estéreis geologicamente inativos e têm um campo magnético fraco ou diretamente inexistente. No Sistema Solar, Mercúrio e Marte são planetas estéreis, e a Terra poderia tornar-se assim uma vez que os oceanos e vegetação podem desaparecer em cerca de 1,5 bilhão de anos, como resultado da expansão e aquecimento do Sol. É muito provável que todos os planetas com uma massa menor do que a Terra e/ou muito perto de suas estrelas são estéreis porque eles não têm uma intensa atração gravitacional que impede a fuga da atmosfera ou são totalmente expostos ao vento estelar de sua estrela (que podem privá-los da mesma).
Há candidatos prováveis para planetas extrassolares estéreis. Os planetas terrestres orbitando pulsares, três deles em torno de PSR B1257+12, são provavelmente estéreis, devido às suas condições extremamente inóspitas para a vida e uma possível falta de atmosfera.

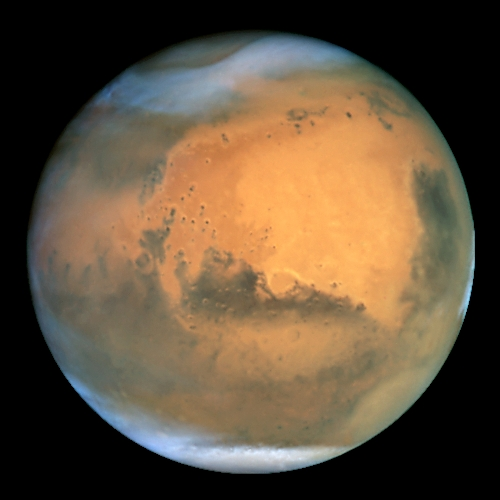
Marte
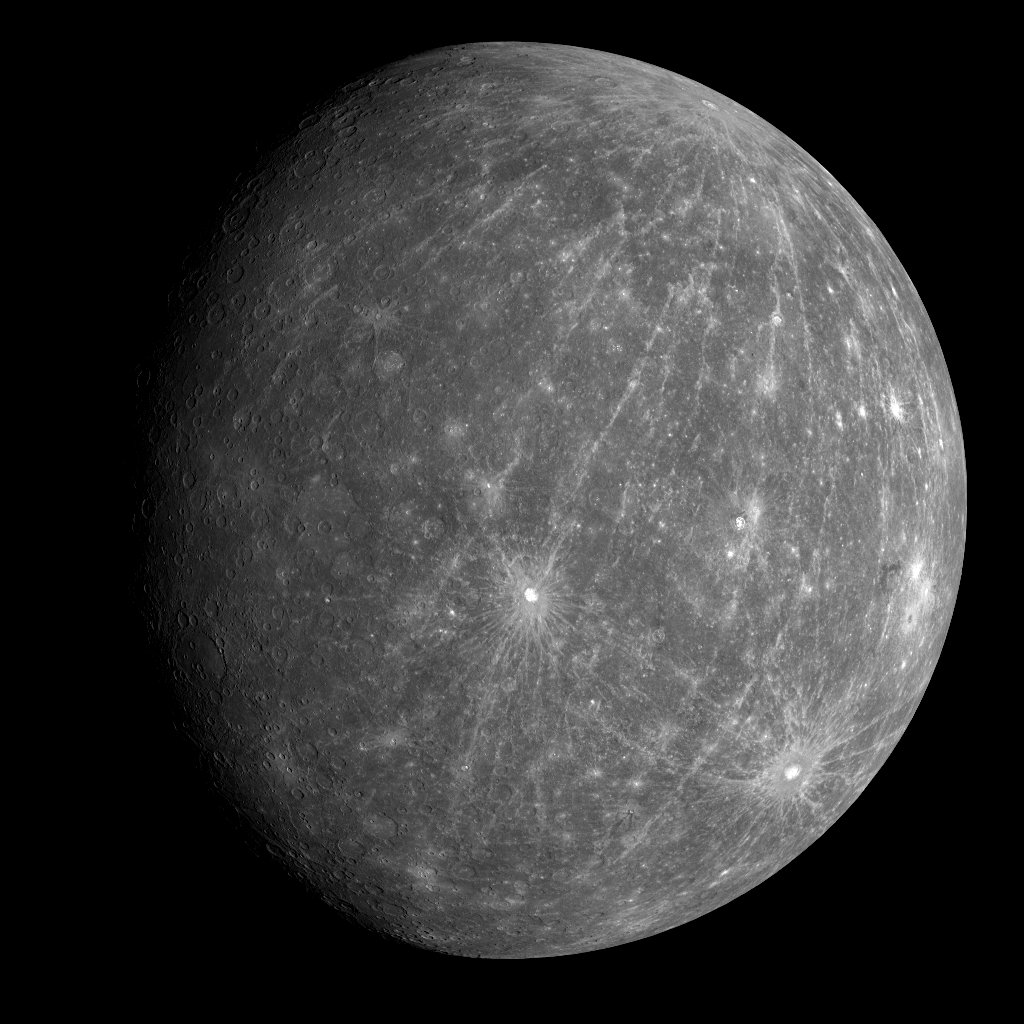
Mercúrio
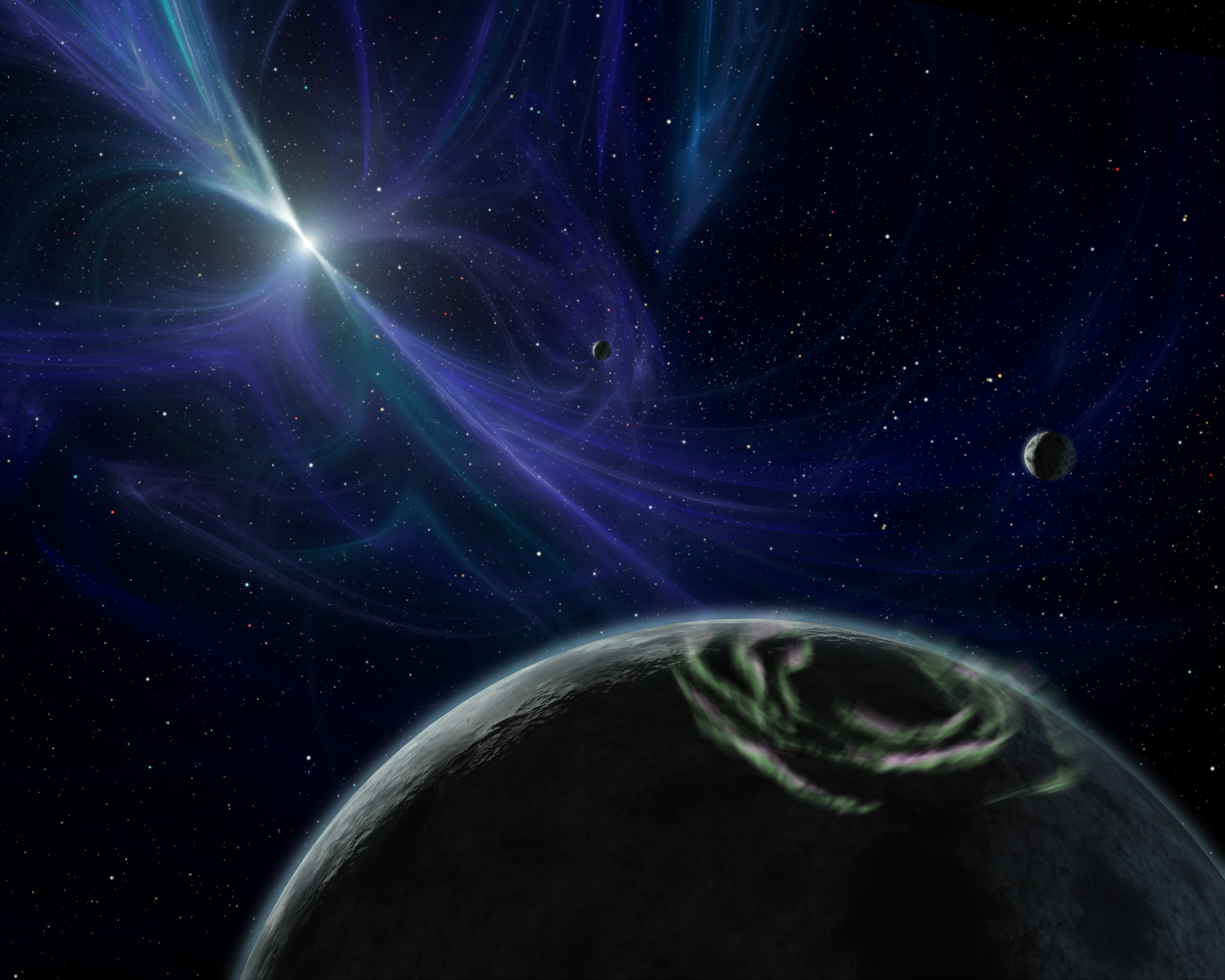
PSR B1257+12